# Calcituba
Calcituba es un género de foraminífero bentónico de la subfamilia Nubeculinellinae, de la familia Nubeculariidae, de la superfamilia Cornuspiroidea, del suborden Miliolina y del orden Miliolida. Su especie tipo es Calcituba polymorpha. Su rango cronoestratigráfico abarca el Holoceno.

## Discusión
Clasificaciones más recientes incluyen Calcituba en la superfamilia Nubecularioidea.

## Clasificación
Calcituba incluye a las siguientes especies:
- Calcituba polymorpha
- Calcituba simplex

Otras especies consideradas en Calcituba son:
- Calcituba procumbens, de posición genérica incierta
- Calcituba decorata, aceptado como Nubeculinita decorata